# Plymouth rock (pollo)
Plymouth Rock è una razza di pollo statunitense famosa in tutto il mondo. Creata nella seconda metà del XIX secolo, la razza prende il nome dal famoso sito Roccia di Plymouth, in cui si suppone siano sbarcati per la prima volta i coloni europei a bordo della Mayflower. È un pollo medio-pesante, forte, ottimo produttore di carne a pelle gialla e di uova colorate. È presente in molte colorazioni, di cui la più nota è la barrata. La razza, soprattutto nella varietà bianca, è molto utilizzata dalle industrie avicole per creare ibridi commerciali e broiler.

## Origini
Il Dr. Bennett intorno agli anni 60 dell'800 decise di creare una ovaiola forte e vigorosa, e a tale scopo usò le razze Domenicana, Brahma, Cocincina e Giava. Nel 1874 era già riconosciuta negli USA la Plymouth Rock Barrata, la quale aveva preso il motivo barrato del piumaggio dalla Domenicana. Successivamente l'appellativo "barrata" scomparve, in quanto nacquero presto altre varietà di colore che ebbero un immediato successo. Il primo soggetto della razza venne esposto da D.A. Upham nel 1869, alla Mostra Avicola di Worcester nel Massachusetts.

## Caratteristiche fisiche
È una razza forte e robusta, tipica rappresentante delle razze create negli USA. La testa è abbastanza piccola e larga, con cresta semplice a 5 punte di piccole dimensioni, portata diritta sia nel gallo che nella gallina. Gli occhi sono larghi e prominenti, e con iride rossa. Il becco è corto e robusto, e di colore giallo, striato di nero nelle varietà più scure. Gli orecchioni sono ovali e rossi, e i bargigli abbastanza rotondi e lunghi.
Il collo è proporzionatamente lungo, forte e dritto. Il dorso è lungo e largo, portato orizzontalmente. La coda è di media grandezza, con un angolo sulla linea del dorso di 30° nel gallo e di 20° nella femmina. Le ali sono di media lunghezza, portate orizzontalmente.
L'addome è largo, profondo e ben arrotondato. Le zampe sono moderatamente lunghe e a 4 dita, con tarsi forti, lisci e gialli.

## Colorazioni
La razza è presente in numerose varietà di colore: Barrata, Bianca, Blu, Columbia, Fulva, Fulva columbia, Nera, Perniciata e Perniciata argento.
La varietà originale è quella Barrata, la quale è considerata la base di creazione di tutte le altre razze barrate; successivamente è sorta la Bianca, come mutazione della precedente: infatti, nonostante gli sforzi, la maggior parte degli allevatori non è riuscita a creare una Plymouth Rock bianca dominante, visto che non è raro che nei gruppi di questo colore compaiano saltuariamente soggetti parzialmente barrati.
La varietà Fulva è nata nel Rhode Island, non lontano da Tall River, da incroci basati su Livorno fulva, Cocincina fulva e Brahma perniciata argento.
La varietà Perniciata argento è nata nel 1894 nello stato di New York, da incroci tra la varietà Bianca e la Wyandotte Perniciata argento.
La varietà Perniciata deriva d incroci multipli che hanno incluso: la varietà Barrata, la Cocincina perniciata, la Cornish nera, la Wyandotte Perniciata e la Livorno Collo Oro.
La varietà Columbia è nata nel 1902 nell'Ohio e deriva dalle colorazioni Bianca e Barrata, nonché dalle varietà Columbia della Brahma e della Wyandotte.
La varietà Blu ha avuto origine a Kansas City, nel Missouri, e secondo alcuni autori sarebbe il risultato dell'accoppiamento tra la varietà Nera e quella Bianca.
La varietà Nera non ha origini note e, come la Bianca, si suppone sia una mutazione della Barrata.

## Qualità
La Plymouth è un pollo medio-pesante, molto rustico ed adatto a vivere all'aperto, nonostante viva bene anche in un recinto spazioso. È un ottimo pollo da tavola, grazie al buon peso ed alla sapidità delle carni. È una razza molto docile e tranquilla, addomesticabile anche come animale da compagnia. Le femmine sono chiocce premurose, nonché ottime ovaiole: la deposizione media è di circa 170-190 uova annue color crema e del peso di 58-62 grammi.